# Italo Giulio Caiati

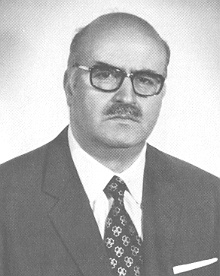
Italo Giulio Caiati

Italo Giulio Caiati (* 12. Januar 1916 in Bitonto, Provinz Bari; † 8. Juni 1993 in Rom) war ein italienischer Politiker der Christdemokraten DC (Democrazia Cristiana), der zwischen 1946 und 1948 Mitglied der Verfassunggebenden Versammlung (Assemblea Costituente) sowie von 1948 bis 1983 Mitglied der Abgeordnetenkammer (Camera dei deputati) war. Er war ferner Minister ohne Geschäftsbereich in verschiedenen Regierungen.

## Leben
Italo Giulio Caiati absolvierte ein Studium, welches er mit einem Laurea in lettere sowie einem Laurea in storia e filosofia beendete und lehrte danach als Universitätsprofessor für Philosophie und Pädagogik. Bei der Wahl am 2. Juni 1946 wurde er für die Christdemokraten DC (Democrazia Cristiana) zum Mitglied der Verfassunggebenden Versammlung (Assemblea Costituente) gewählt. Bei den darauf folgenden Parlamentswahlen am 18. April 1948 wurde er erstmals zum Mitglied der Abgeordnetenkammer (Camera dei deputati) gewählt, der er nach seinen darauf folgenden Wiederwahlen von der ersten bis zum Ende der achten Legislaturperiode am 11. Juli 1983 mehr als 35 Jahre lang angehörte.
Sein erstes Regierungsamt übernahm Caiati am 23. Mai 1957 im Kabinett Zoli und war bis zum 1. Juli 1958 als Unterstaatssekretär im Ministerium für Post und Telekommunikation (Sottosegretario di Stato alle Poste e Telecomunicazioni) enger Mitarbeiter von Minister Bernardo Mattarella. Im darauf folgenden Kabinett Fanfani II fungierte er zwischen dem 3. Juli 1958 und dem 15. Februar 1959  als Unterstaatssekretär im Ministerium für die Handelsmarine (Sottosegretario di Stato alla Marina Mercantile) und damit als enger Mitarbeiter von Minister Giuseppe Spataro. Am 19. Februar 1959 übernahm er im Kabinett Segni II das Amt als Unterstaatssekretär im Verteidigungsministerium (Sottosegretario di Stato alla Difesa) und war als solcher bis zum 25. März 1960 einer der engsten Mitarbeiter von Verteidigungsminister Giulio Andreotti. Das Amt des Unterstaatssekretärs im Verteidigungsministerium bekleidete er zwischen dem 28. Juli 1960 und dem 21. Februar 1962 erneut im Kabinett Fanfani III und war während dieser Zeit abermals einer der Mitarbeiter von Verteidigungsminister Andreotti.
Während seiner langjährigen Parlamentsmitgliedschaft war Italo Giulio Caiati danach zwischen dem 12. Juli 1963 und dem 4. Juni 1968 erstmals Vorsitzender des Verteidigungsausschusses (Commissione difesa). Im Anschluss übernahm er im Kabinett Leone II vom 24. Juni bis zum 12. Dezember 1968 das Amt als Minister ohne Geschäftsbereich für Sondermaßnahmen in Süditalien und strukturschwache Gebiete (Ministro senza Portafoglio con delega per gli interventi straordinari nel Mezzogiorno e nelle zone depresse del Centro Nord). Während der fünften Legislaturperiode fungierte Caiati vom 11. März 1971 bis zum 17. Februar 1972 erneut als Vorsitzender des Verteidigungsausschusses. Das Amt als Minister ohne Geschäftsbereich für Sondermaßnahmen in Süditalien und strukturschwache Gebiete übernahm er im Anschluss vom 17. Februar bis zum 26. Juni 1972 erneut im Kabinett Andreotti I. Im darauf folgenden Kabinett Andreotti II bekleidete er zwischen dem 26. Juni 1972 und dem 7. Juli 1973 als Minister ohne Geschäftsbereich für Angelegenheiten der Jugend (Ministro senza Portafoglio con delega per i problemi della gioventù).
Zuletzt war Italo Giulio Caiati in der siebten Legislaturperiode zwischen dem 11. Juli 1979 und dem 15. Juli 1981 noch einmal Vorsitzender des Verteidigungsausschusses.